# Aéroport de Santarém
L'aéroport de Santarém aussi appelé Aéroport Santarém–Maestro Wilson Fonseca (code IATA : STM • code OACI : SBSN) est l'aéroport de Santarém au Brésil. Il est nommé d'après le compositeur Wilson Dias da Fonseca (1912-2002), qui est né à Santarém.
Il est exploité par Infraero.

## Historique
L'aéroport Santarém-Maestro Wilson Fonseca est actuellement la 5ème aéroport le plus visité de la région nord du Brésil, et il est situé à mi-chemin entre Manaus et Belém. L'aéroport a été inauguré le 31 mars 1977 et il a été administré par la Force Aérienne Brésilienne jusqu'à ce qu'il soit transféré à Infraero au début des années 1980. Il a remplacé un autre aéroport, situé dans un quartier que l'on appelle maintenant "l'Ancien Aéroport" (portugais : Aeroporto Velho), qui est actuellement un quartier résidentiel très peuplée.

## Situation
| \| 200 km1:42 212 000 \| São Paulo-Guarulhos São Paulo-Congonhas Brasília Rio-Galeão Belo Horizonte Campinas Rio-Santos-Dumont Recife Porto Alegre Salvador Fortaleza Curitiba Florianópolis Belém Vitória Goiânia Manaus Navegantes |
| 200 km1:42 212 000 |

## Statistiques
Pour des raisons techniques, il est temporairement impossible d'afficher le graphique qui aurait dû être présenté ici.

Voir la requête brute et les sources sur Wikidata.

## Accidents et incidents
- 28 novembre 1995: un TABA Fairchild Hiller FH-227 (enregistrement PP-BUJ) au départ de Belém-Val de Cans et à destination de Santarém s'est écrasé lors de sa deuxième tentative d'approche à Santarém. Un passager occupait le siège de copilote. Sur les deux personnes au sein de l'avion, seule une personne a survécu[1].
- 11 septembre 2008: Un Embraer 711C Corisco (enregistrement PT-NNM) au départ d'Alenquer et à destination de Santarém s'est écrasé à 11 kilomètres de l'aéroport. Le pilote a abandonné l'avion dans la rivière Tapajós, après une perte de puissance. Les rapports initiaux ont suggéré une panne de moteur en raison de problèmes mécaniques; cependant, un journal local a révélé plus tard que l'avion était à court de carburant. Sur les 3 personnes à bord, 2 ont survécu et ont été secourus par un bateau de petite taille. Le corps de l'un des passagers a été retrouvé plus tard à 800m du site. L'avion a été récupéré[2].

## Accès
L'aéroport est situé à 15 km du centre-ville de Santarém.